# Gusti Ayu Mardili Ningsih
Gusti Ayu Mardili Ningsih (* 31. März 1998) ist eine indonesische Sprinterin, die sich auf die 400-Meter-Distanz spezialisiert.

## Sportliche Laufbahn
Erste internationale Erfahrungen sammelte Gusti Ayu Mardili Ningsih bei den Juniorenasienmeisterschaften 2016 in der Ho-Chi-Minh-Stadt, bei denen sie im 400-Meter-Lauf mit 57,12 s im Vorlauf ausschied. 2018 nahm sie mit der indonesischen 4-mal-400-Meter-Staffel an den Asienspielen im heimischen Jakarta teil, wurde dort aber disqualifiziert, belegte aber mit der gemischten Staffel in 3:29,96 min den siebten Platz.

## Bestleistungen
- 400 Meter: 55,16 s, 24. September 2016 in Bogor